# Jan Vacek
Jan Vacek (Praga, 10 maggio 1976) è un ex tennista ceco.

## Carriera
In carriera ha vinto un titolo in singolare. Nei tornei del Grande Slam ha ottenuto il suo miglior risultato raggiungendo il quarto turno in singolare a Wimbledon nel 2002.
In Coppa Davis ha disputato una partita, ottenendo una sconfitta.

## Statistiche

### Singolare

#### Vittorie (1)
| Numero | Anno              | Torneo                | Superficie | Avversario in finale | Punteggio     |
| 1.     | 17 settembre 2001 | Brasil Open, Salvador | Cemento    | Fernando Meligeni    | 2-6, 7-6, 6-3 |

### Doppio

#### Finali perse (1)
| Numero | Anno           | Torneo                        | Superficie | Compagno         | Avversario in finale  | Punteggio     |
| 1.     | 20 giugno 2004 | Ordina Open, 's-Hertogenbosch | Erba       | Lars Burgsmüller | Martin Damm Cyril Suk | 3-6, 7-6, 3-6 |